# Α-オイカイン
α-オイカインは、かつて局所麻酔薬として使用されていた薬物である。コカインの類似体として設計され、麻酔薬として一般に使用されるようになった最初の合成化合物の一つである。α-オイカインのコカインに対する唯一の利点は、加水分解に対する耐性が高いため、注射液を容易に滅菌できることであった。しかし、点眼したり注射したりすると灼熱感を生じたため、改良型のβ-オイカインにとってかわられた。

## 合成

合成経路

2当量のアセトン間のアルドール縮合により、メシチルオキシド[141-79-7](1)が得られる（イソホロンはこの反応の副生成物）。メシチルオキシドの加アンモニア分解によりジアセトナミン[625-04-7](2)が生成する。この生成物をアセトンと反応させると、2,2,6,6-テトラメチル-4-ピペリドン[826-36-8]が得られる(3)。2級アミンをN-メチル化すると1,2,2,6,6-ペンタメチルピペリジン-4-オン[5554-54-1]が得られる(4)。シアノヒドリンの生成によりCID:434556 が得られる(5)。三級アルコールを塩化ベンゾイルでエステル化すると(6)が得られる。ニトリルをEtOH/H+でピナー反応させるとα-オイカインが得られる(7)。